# Comuna de Teresin
Teresin (polaco: Gmina Teresin) é uma gminy (comuna) na Polónia, na voivodia de Mazóvia e no condado de Sochaczewski. A sede do condado é a cidade de Teresin.
De acordo com os censos de 2004, a comuna tem 11 114 habitantes, com uma densidade 126,3 hab/km².

## Área
Estende-se por uma área de 87,98 km², incluindo:
- área agrícola: 86%
- área florestal: 6%

## Demografia
Dados de 30 de Junho 2004:
|                      | Total   | Total | Mulheres | Mulheres | Homens  | Homens |
| -------------------- | ------- | ----- | -------- | -------- | ------- | ------ |
|                      | pessoas | %     | pessoas  | %        | pessoas | %      |
| População            | 11 114  | 100   | 5693     | 51,2     | 5421    | 48,8   |
| Densidade (pop./km²) | 126,3   | 100   | 64,7     | 64,7     | 61,6    | 61,6   |

De acordo com dados de 2002, o rendimento médio per capita ascendia a 1574,71 zł.

## Subdivisões
- Budki Piaseckie, Dębówka, Elżbietów, Gaj, Granice, Izbiska, Lisice, Ludwików, Maszna, Maurycew, Mikołajew, Nowa Piasecznica, Nowe Gnatowice, Nowe Paski, Paprotnia, Pawłowice, Pawłówek, Seroki-Parcela, Seroki-Wieś, Skrzelew, Stare Paski, Szymanów, Teresin, Teresin-Gaj, Topołowa, Witoldów.

## Comunas vizinhas
- Baranów, Błonie, Kampinos, Leszno, Nowa Sucha, Sochaczew